# Athyrma discimacula
Athyrma discimacula là một loài bướm đêm trong họ Erebidae.